# Gisele Yashar
Gisele Yashar es un personaje ficticio interpretado por la actriz israelí Gal Gadot, que aparece en la franquicia The Fast and the Furious. Introducida en la película de 2009 Fast & Furious, ayuda al equipo de Dominic Toretto mientras forma una relación romántica con el miembro del equipo Han Seoul-Oh. Yashar fue el primer papel importante de Gadot, y el director estadounidense Justin Lin la contrató debido a su experiencia militar pasada. Gadot realizó sus propias acrobacias mientras filmaba las películas.
Los medios de comunicación caracterizaron a Yashar a través de su sexualidad. Las reacciones al personaje fueron mixtas: algunos críticos elogiaron la representación de la sexualidad de Yashar y su relación con Lue; mientras que otros sintieron que su personaje no era realista o representaba una parte del mal trato que la franquicia da hacia las mujeres. La actuación de Gal Gadot recibió comentarios positivos, y varios críticos le pidieron que repitiera el papel en una futura película.

## Apariciones
En Fast & Furious (2009), Gisele Yashar (Gal Gadot) se presenta como un enlace para el narcotraficante Arturo Braga (John Ortiz). Ella desarrolla sentimientos románticos por Dominic Toretto (Vin Diesel), pero este rechaza sus insinuaciones. Ella le aconseja sobre los peligros involucrados en el contrabando de heroína a través de la frontera México-Estados Unidos para completar un acuerdo con Braga. El intercambio de drogas resulta en una emboscada instigada por este último, con Toretto protegiendo a Yashar, quien lo ayuda proporcionándole la ubicación del escondite de Braga en México.
Yashar se convierte en parte del equipo de Toretto como experto en armas en la película Fast Five de 2011. Más tarde se revela que es una exagente del Mossad. Ayuda al equipo con un atraco, durante el cual trabaja en estrecha colaboración con Han Lue (Sung Kang), y los dos desarrollan una relación romántica. Después de completar la misión, Yashar y Lue se muestran por última vez a toda velocidad por la autopista, con Yashar sentado en su regazo.
Al comienzo de Fast & Furious 6 (2013), Yashar y Lue viven juntos en Hong Kong. Toretto recluta a la pareja para evitar un atraco planeado por Owen Shaw (Luke Evans), que podría matar a millones de personas. Para la misión, Yashar recurre a su experiencia en el Mossad con interrogatorios, armas y recuperación. Durante la historia, ella y Han planean sentar cabeza yendo a Tokio. Mientras intenta detener un avión, la dejan colgada de la parte trasera de un Range Rover. Lue intenta rescatarla, pero Adolfson (Benjamin Davies), miembro de la pandilla de Shaw, aprovecha la oportunidad para intentar matarlo. Yashar suelta la mano de Lue para dispararle a Adolfson, y ella cae muerta. Lue luego mata a Adolfson en venganza por la muerte de Yashar. Cuando la lucha termina con la derrota de Shaw, Mia y Brian consuelan a Han por la muerte de Gisele. Al final de la película, Roman Pearce (Tyrese Gibson) dice una bendición en honor de Yashar durante la gracia.
En la película Furious 7 de 2015, se muestra una foto de Yashar en las pertenencias personales de Lue, y luego se coloca en su ataúd como parte de su servicio memorial. Aparece brevemente en modo de flashbacks al final de la película en la secuencia de despedida para el personaje de Paul Walker, Brian. En una escena eliminada, se revela que Yashar encontró a Letty Ortiz (Michelle Rodríguez) después de que Fenix Calderón (Laz Alonso) casi la matara y la llevó al hospital. Ortiz le preguntó a Yashar por qué la había salvado, y Yashar respondió: «Quizás tú eres quien me está salvando».
La película F9 (2021) revela que Gisele había trabajado con el 'futuro' contacto del gobierno del equipo, el Sr. Don Nadie (Kurt Russell) durante su tiempo dirigiendo operaciones antidrogas para la CIA en Sudamérica. Después de su muerte, Don Nadie localizó a Han en Tokio para pedir su ayuda con una misión vital, razonando que la fe de Gisele en Han era suficiente para que Don Nadie pudiera estar seguro de que se podía confiar en Han a su vez.

## Desarrollo

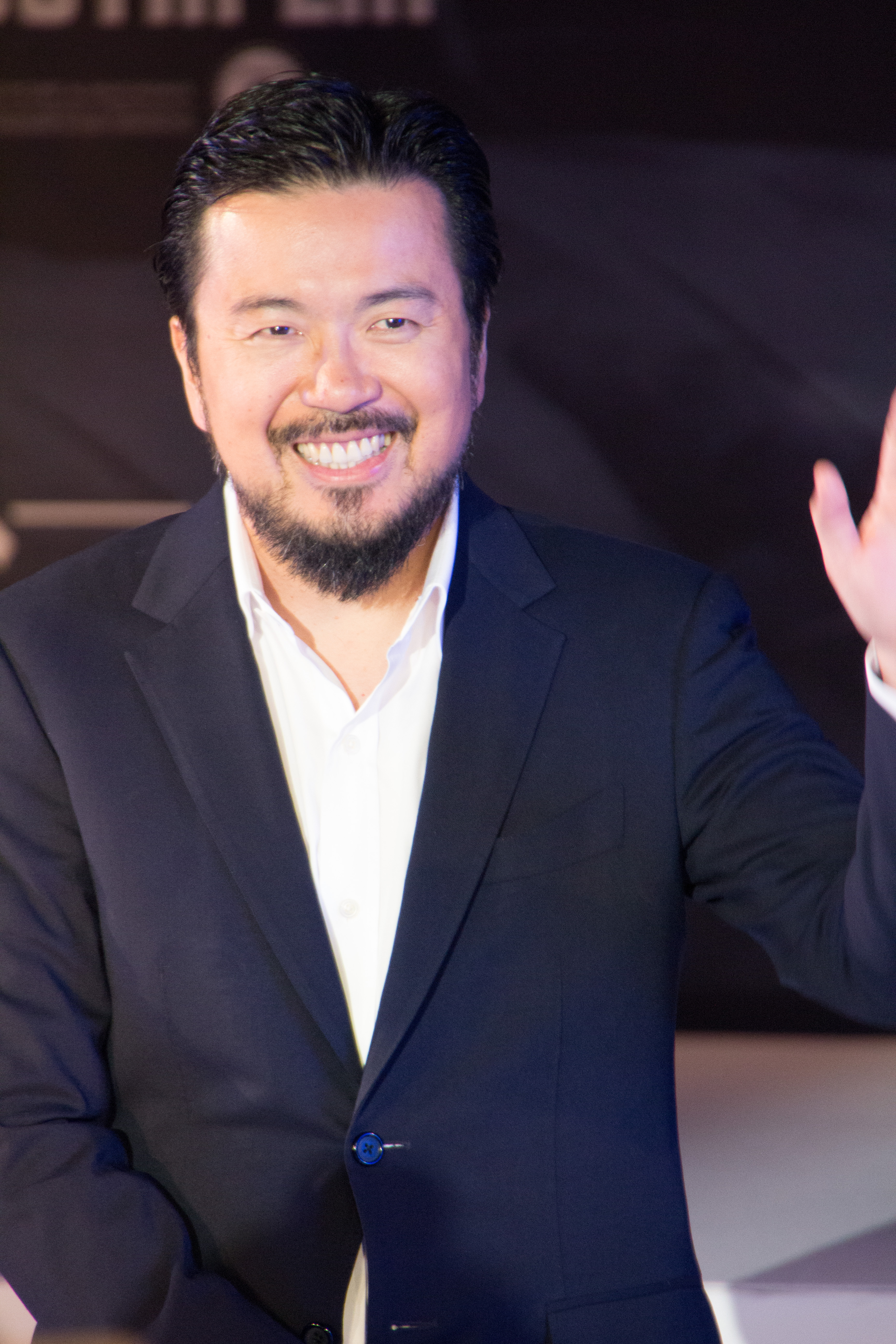
Justin Lin eligió a Gadot como Yashar.

Gisele Yashar fue el primer papel principal de Gal Gadot, y la actriz sintió que tuvo un gran impacto en su carrera. Ella dijo que sus experiencias infructuosas al probar a la chica de Bond, Camille Montes, en la película número 22 de James Bond, Quantum of Solace (2008), la llevaron a otras audiciones, específicamente la de Yashar. Gadot fue elegida por el director estadounidense Justin Lin. La actriz dijo que su experiencia en el ejército ayudó con la audición y explicó: «Creo que la razón principal es que a Justin realmente le gustaba que yo estuviera en el ejército israelí, y él quería usar mi conocimiento de armas». En 2017, Gadot también agradeció a Vin Diesel por su apoyo en la elección para el papel. Yohana Desta, de Vanity Fair, identificó a Yashar como: «una parte innovadora que le dio a Gadot un reconocimiento general».
Al discutir su respuesta inicial a la franquicia The Fast and The Furious, Gadot dijo: «No hacemos ese tipo de películas [en Israel], con ese tipo de estándares». Al explicar sobre como se sintió al realizar sus propias acrobacias durante las películas dijo: «La adrenalina fue simplemente increíble y disfruté poder hacer cosas que en la vida real no puedes hacer». Gadot explicó que quería sentirse como una «niña dura» mientras filmaba sus escenas. Para el regreso del personaje en Fast & Furious 6, Gadot le dijo a Lin que quería que Yashar «fuera más ruda», y le dieron más trabajo para la película. Algunas de las acrobacias involucraban saltar de una motocicleta en movimiento a un Jeep, estar suspendido en un arnés y conducir una motocicleta Ducati Monster. Los medios de comunicación también caracterizaron a Yashar a través de su sexualidad; Bianca Gracie de Fuse se refirió a ella como «sensual e intimidante», y Erik Henriksen de The Stranger la llamó una «seductora villana».

## Recepción crítica
Gisele Yashar recibió una respuesta mixta de los críticos de cine. Meghan O'Keefe de Decider elogió a Yashar como un nuevo tipo de personaje femenino para la franquicia The Fast and The Furious, y escribió que proporcionó un ambiente más «sofisticado y sin remordimientos» en comparación con el más duro Ortiz. O'Keefe respondió positivamente al uso de Yashar de su sexualidad y feminidad como táctica para manipular a los hombres, así como a su romance y asociación con Lue. Sydney Bucksbaum de Nerdist News también identificó la relación del personaje con Lue como algo destacado, y escribió que se convirtieron en «una de las parejas más icónicas de todas las películas». Algunos comentaristas tuvieron una respuesta más negativa al personaje. Tom Breihan de The A.V. Club sintió que la transformación de Yashar de «un enviado de un narcotraficante a un ex agente del Mossad y asesino rudo» fue parte de cómo la franquicia dio «cambios de imagen inverosímiles» a ciertos personajes. Kate Erbland de IndieWire incluyó la muerte de Yashar como un ejemplo del mal trato de la franquicia hacia las mujeres; Explicó que los personajes femeninos, como Yashar, «existen principalmente para completar las historias de los personajes masculinos de las películas, a menudo como intereses amorosos» y rara vez se les enfoca como individuos.
Sin embargo, la actuación de Gadot recibió comentarios positivos de los críticos. En un artículo de 2017, Brendan Marrow de Heavy.com enumeró a Yashar como una de las mejores actuaciones de Gadot antes de su papel protagonista como Wonder Woman en la película de 2017 del mismo nombre. O'Keefe, de Decider, describió a Gadot y su personaje como el «arma secreta» de la franquicia The Fast and The Furious, al mismo tiempo que elogió a la actriz por su «contribución totalmente descabellada a las [locas], películas de alto octanaje y supercargadas». O'Keefe describió la actuación de Gadot como la que «equilibra la seriedad desenfrenada con un encanto descaradamente femenino». Joe Reid, que también escribe para Decider, recomendó que Yashar debería revivirse para futuras entregas de la franquicia, pero cuestionó si los productores podrían permitirse que Gadot regrese para otra película. Bucksbaum hizo una campaña para promover el regreso del personaje y escribió que probablemente podría aparecer en una futura película a través de una secuencia de flashback.